# Enough (canción)
«Enough» (suficiente) es el tercer y último sencillo de la cantante Tarja Turunen del álbum My Winter Storm. Fue lanzado el 9 de marzo de 2009 por Universal Music. La canción fue escrita por Michelle Leonard y está compuesta Jeff Rona y Lisa Gerrard. Se grabó con la Orquesta Sinfónica de Beijing y la Sinfónica de Quingdao, estaba previsto un video musical para la canción, pero nunca vio la luz por motivos de fuerza mayor. 

## Lista de canciones
| Enough Canciones                    |
| ----------------------------------- |
| 01 - Enough (Version Single) - 4:00 |
| 02 - Enough (Version Album) - 5:14  |
| 03 - Wisdom Of Wind - 6:34          |

- Datos: Q3645475